# Gynoplistia hylonympha
Gynoplistia hylonympha är en tvåvingeart som beskrevs av Alexander 1929. Gynoplistia hylonympha ingår i släktet Gynoplistia och familjen småharkrankar. Inga underarter finns listade i Catalogue of Life.